# Tarazjusz (Władimirow)
Tarazjusz, imię świeckie Siergiej Nikołajewicz Władimirow (ur. 18 lipca 1974 w Teleszowce) – rosyjski biskup prawosławny.

## Życiorys
Pochodził z rodziny chłopskiej. W 1993 ukończył technikum ze specjalnością weterynaria. W czasie nauki w szkole był lektorem w cerkwi Świętych Kosmy i Damiana w Teleszowce. Następnie krótko pracował jako weterynarz w kołchozie „Zarja” (obwód tambowski). Od 1993 do 1995 odbywał zasadniczą służbę wojskową. W 1996 ukończył szkołę duchowną przy monasterze Kazańskiej Ikony Matki Bożej w Tambowie. W latach 1996–1998 pracował w cerkwiach Narodzenia Pańskiego w Rożdiestwienskim oraz w cerkwi św. Sergiusza z Radoneża w Strielcach. W 2002 ukończył seminarium duchowne w Saratowie. 26 sierpnia 2001 złożył wieczyste śluby mnisze przed ihumenem Manuelem (Iluszynem), przyjmując imię Tarazjusz na cześć św. Tarazjusza, patriarchy Konstantynopola. 12 września 2001 arcybiskup saratowski wyświęcił go na hierodiakona, zaś 7 lutego 2002 – na hieromnicha.
Od 2002 był ekonomem eparchii saratowskiej. Równocześnie służył w prywatnej cerkwi biskupów saratowskich pod wezwaniem Ikony Matki Bożej „Ukój Mój Smutek”. W 2004 został proboszczem parafii św. Mikołaja w Saratowie. Jeszcze w tym samym roku otrzymał dodatkowo stanowisko proboszcza parafii Świętego Spotkania w Jełszance. W 2007 ukończył studia w Petersburskiej Akademii Duchownej. W tym samym roku został proboszczem parafii Narodzenia Pańskiego w Saratowie, nadal pełniąc dotychczasowe obowiązki w cerkwi Świętego Spotkania. W 2009 otrzymał godność igumena.
5 października 2011 Święty Synod Rosyjskiego Kościoła Prawosławnego nominował go na biskupa bałaszowskiego i rtiszczewskiego, pierwszego ordynariusza nowo powstałej eparchii. W związku z tym 14 października tego samego roku otrzymał godność archimandryty. Jego chirotonia biskupia odbyła się 17 grudnia 2011 w soborze Chrystusa Zbawiciela w Moskwie, z udziałem patriarchy moskiewskiego i całej Rusi Cyryla, metropolitów krutickiego i kołomieńskiego Juwenaliusza, sarańskiego i mordowskiego Warsonofiusza, saratowskiego Longina, arcybiskupów samarskiego i syzrańskiego Sergiusza, jegorjewskiego Marka, biskupów dmitrowskiego Aleksandra, tambowskiego i miczurińskiego Teodozjusza i sołniecznogorskiego Sergiusza.